# Бидайык (Целинный сельский округ)
Бидайык (каз. Бидайық) — село в Жанааркинском районе Улытауской области Казахстана. Входит в состав Целинного сельского округа. Находится примерно в 13 км к востоку от районного центра, посёлка Жанаарка. Код КАТО — 354469300.

## Население
В 1999 году население села составляло 245 человек (123 мужчины и 122 женщины). По данным переписи 2009 года в селе проживало 185 человек (88 мужчин и 97 женщин).